# 명덕고등학교 (서울)
명덕고등학교(明德高等學校)는 대한민국 서울특별시 강서구 내발산동에 위치한 사립 고등학교이다.

## 학교 연혁
- 1977년 10월 15일 : 학교법인 명덕학원을 창립하고 법인 이사장에 윤명기 박사 취임
- 1984년 1월 29일 : 본관인 수덕관(3,863m2) 신축 교사 준공
- 1984년 12월 17일 : 명덕고등학교 설립 인가, 초대 교장 윤명기 박사 취임
- 1985년 3월 2일 : 제1회 신입생 8학급(480명)을 배정 받아 개교함
- 1987년 1월 29일 : 별관인 검덕관(과학관) 및 강당 준공
- 1988년 1월 12일 : 명덕고등학교 제1회 졸업식
- 1990년 12월 19일 : 학생생활관(급식실) 준공
- 2011년 1월 12일 : 원운관(특별실) 준공
- 2015년 10월 15일 : 학교법인 명덕학원 기숙사 준공
- 2017년 9월 1일 : 학교법인 명덕학원 체육관 준공
- 2022년 3월 1일 : 제8대 교장 이경택 박사 취임
- 2023년 2월 9일 : 명덕고등학교 제36회 졸업식(256명)
- 2023년 2월 22일 : 학교법인 명덕학원 제3대 이사장 윤형탁 선생 취임
- 2023년 3월 2일 : 명덕고등학교 제39회 입학식(271명)

## 참고 자료
- 명덕고등학교 - 한국교육학술정보원 학교알리미